# Munger (stad)
Munger, ook wel Monghyr is een stad in het district Munger, in de staat Bihar in het oosten van India. Historisch is de stad bekend vanwege ijzeren producten, zoals zwaarden, vuurwapens, maar ook allerlei andere artikelen.
In 1934 had de stad te lijden onder een aardbeving, waardoor de herbouwde stad tegenwoordig een modern uiterlijk heeft. Munger ligt aan de rivier de Ganges op 43 meter hoogte.
Munger heeft in 2001 187.311 inwoners, waaronder 54% mannen en 46% vrouwen. De geletterdheid is met 64% hoger dan het landelijk gemiddelde van 59,5%: onder de mannen is dat 70% en onder de vrouwen 57%.